# Ladji Mallé
Ladji Mallé (* 12. Dezember 2001 in Bamako) ist ein malisch-mauretanischer Fußballspieler.

## Karriere

### Verein
Nachdem er von 2019 bis 2020 für die AS Bamako gespielt hatte, wechselte er im Januar 2021 in die Slowakei, wo er sich FK Pohronie anschloss. Einen Monat später kam er dann in der ersten Liga auch erstmals zum Einsatz. Ab hier wurde er ein wichtiger Ergänzungsspieler für die Mannschaft. Nachdem er mit dem Team nach der Saison 2021/22 die Klasse nicht halten konnte, verließ er Europa und wechselte im August 2022 in die USA, wo er sich nun dem Las Vegas Lights FC in der USL Championship anschloss. In den nächsten paar Monaten sammelte er hier aber auch nur vier Einsätze. So zog es ihn schließlich Ende März 2023 weiter zur Los Angeles FC 2, wo er noch ein paar Monate weiter in der MLS Next Pro zum Einsatz kam. Für die erste Mannschaft kam er zumindest ein einziges Mal in der 4. Runde des US Open Cup 2023 zum Einsatz. Seit September 2023 steht er mittlerweile bei al-Arabi aus den VAE unter Vertrag. 

### Nationalmannschaft
Im Sommer 2023 nahm er mit der malischen U23 am Afrika-Cup 2023 teil. Dort kam er in zwei der fünf Partien seiner Mannschaft zum Einsatz und erreichte mit dieser dort den dritten Platz, womit sich die Mannschaft für das Turnier der Olympischen Spiele 2024 in Paris qualifizierte.

## Privates
Er ist der Bruder von Aly Malle und Amara Mallé, welche beide ebenfalls als Fußballspieler aktiv sind.